# Jacques Martin
Jacques Martin   (Estrasburg, 25 de setembre de 1921 - Orbe, 21 de gener de 2010) fou un dels mestres del còmic històric, dibuixant i guionista de còmic francobelga. Va ser el creador de personatges com; Alix, Lefranc o Jhen.

## Biografia
Jacques Martin, va néixer el 25 de setembre de 1921 a Estrasburg (França). Era el fill més petit d'una família en què el pare era francès i treballava de pilot de línia aèria, la mare era Belga, es varen conèixer en una escala, d'un vol a Bèlgica durant la Primera Guerra Mundial. De molt jove ja es va apassionar per l'art clàssic, el còmic i la historia, quan encara era un nen el seu pare va morir en un accident d'aviació, l'adolescència la va viure en internats de França, i va haver d'orientar-se per la carrera d'enginyeria i fer les classes d'arts i oficis a l'Arts et Métiers de Erquelinnes a Bèlgica. En aquesta escola, va conèixer la seva dona Monique, amb la qual va tenir dos fills, Frédérique i Bruno.
En el període d'ocupació alemanya de França es va crear el STO (Servei de Treball Obligatori, aquest servei va enviar 250.000 francesos a treballar a Alemanya. Jacques Martin, es va veure forçat a enrolar-se al ST, i el van enviar a alemanya, on va treballar per l'empresa Messerschmitt, durant un període de dos anys i mig. Després de l'alliberament va buscar feina a totes les editorials belgues, es va posar a treballar com a dibuixant independent, a Bèlgica, coneix a Henri Leblicq, i va començar a fer còmic humorístic, i el 1948 després d'algun intent fallit va començar a treballar pel Journal Tintin, per aquesta publicació va crear el personatge, que va anomenar Alix. Un altre dels seus personatges fou Guy Lefranc que el va crear el 1952, i el va editar amb un àlbum titulat La Grande Menace.
L'any 1954, va entrar a treballar als Studios Hergé, on va treballar-hi 19 anys, va fer col·leccions de cromos i també va participar en l'elaboració de Les aventures de Tintín, més concretament participant en l'elaboració del guió i fen decorats pels àlbums, L'afer Tornassol, Stoc de coc, Tintín al Tibet o Les joies de la Castafiore. Fins al 1962 aquesta col·laboració, l'alterna amb l'elaboració d'àlbums propis, és en aquesta època que es varen editar dins la col·lecció d'Alix, els títols; La Tiara de Oribal, La garra Negra i El Huracan de Fuego.
Als estudis Herge hi va deixar de col·laborar l'any 1972, i va continuar amb solitari la creació dels seus personatges, Alix i Lefranc, en aquesta etapa varen col·laborar amb ell Bob de Moor i posteriorment Guilles Chaillet i Christophe Simon.
La sèrie Jhen la va crear el 1978 amb Jean Pleyers, el 1986 va deixar les col·laboracions a "Journal Tintin" i el 1990 va crear el seu darrer personatge, Orion.
Jacques Martin, va haver de renunciar al seu treball com a dibuixant el 1992, ja feia un any que anava perdent la vista progressivament, aquest fet va fer que se n'envoltés de nombrosos col·laboradors, que li feien els dibuixos mentre que ell feia els guions de les seves sèries. Alguns d'aquests col·laboradors serien en el futur reconeguts dibuixants com és el cas de Gilles Chaillet.
Jacques Martin, va morir com a conseqüència d'un edema pulmonar a Suïssa, el 21 de gener del 2010, a l'edat de 88 anys.

## Personatges i Obra

### Personatges
Com a afeccionat a la Historia que era Jacques Martin va situar els seus personatges en diferents èpoques de la Historia.
- Alix: És un noi gal, que és adoptat per un patrici romà, amic de Juli Cèsar, Alix té un amic egipci amb el qual viu les seves aventures. El còmic està ambientat a l'època Romana.
- Lefranc: És un periodista i les seves aventures estan ambientades a l'edat contemporània.
- Jhen: Personatge que viu les seves aventures a l'edat mitjana
- Arno: Personatge, de l'època Napoleònica.
- Orion: En l'antiga Grècia és on aquest personatge viu les seves aventures.

### Obra
Jacques Martin,va publicar centenars d'àlbums amb les aventures dels seus personatges. D'aquests àlbums se n'han venut 
20 milions de còpies en 15 idiomes.
| Títol de la sèrie        | Títol del primer episodi (àlbum)  | Data d'estrena |
| ------------------------ | --------------------------------- | -------------- |
| «Alix»                   | Alix l'intrépide                  | 1956           |
| «Les voyages d'Alix»     | Rome 1                            | 1996           |
| «Arno»                   | Le Pique rouge                    | 1983           |
| «Jhen»                   | Barbe bleue                       | 1984           |
| «Les voyages de Jhen»    | Les Baux de Provence              | 2005           |
| «Keos»                   | Osiris                            | 1992           |
| «Lefranc»                | La grande menace                  | 1954           |
| «Les voyages de Lefranc» | L'aviation 1, des origines à 1914 | 2004           |
| «Loïs»                   | Le Roi Soleil                     | 2003           |
| «Orión»                  | Le lac sacré                      | 1990           |